# Nezamysl
Nezamysl (718–783) was een mythische hertog van Bohemen. Hij wordt beschreven in de Chronica Boemorum (Kroniek van Bohemen) geschreven door Cosmas van Praag. Hoewel dit boek geen historisch betrouwbare informatie levert wordt het toch gezien als standaardwerk van de Boheemse middeleeuwse geschiedenis.